# Yamamura Yasuhiro
Yasuhiro Yamamura (sinh ngày 18 tháng 8 năm 1976) là một cầu thủ bóng đá người Nhật Bản.

## Sự nghiệp câu lạc bộ
Yasuhiro Yamamura đã từng chơi cho Ventforet Kofu, Mito HollyHock, Gunma FC Horikoshi, Okinawa Kariyushi FC và Gainare Tottori.